# Herrarnas 800 meter vid världsmästerskapen i friidrott 2022
Herrarnas 800 meter vid världsmästerskapen i friidrott 2022 avgjordes mellan den 20 och 23 juli 2022 på Hayward Field i Eugene i USA.
Kenyanska Emmanuel Korir tog guld efter ett lopp på 1 minut och 43,71 sekunder. Silvret togs av algeriska Djamel Sedjati efter ett lopp på 1 minut och 44,14 sekunder samt bronset togs av kanadensiska Marco Arop efter ett lopp på 1 minut och 44,28 sekunder.

## Rekord
Innan tävlingens start fanns följande rekord:
| Rekord                                         | Idrottare              | Tid     | Plats                  | Datum           |
| ---------------------------------------------- | ---------------------- | ------- | ---------------------- | --------------- |
| Världsrekord                                   | David Rudisha (KEN)    | 1.40,91 | London, Storbritannien | 9 augusti 2012  |
| Mästerskapsrekord                              | Donavan Brazier (USA)  | 1.42,34 | Doha, Qatar            | 1 oktober 2019  |
| Världsårsbästa                                 | Max Burgin (GBR)       | 1.43,52 | Åbo, Finland           | 14 juni 2022    |
| Afrikanskt rekord                              | David Rudisha (KEN)    | 1.40,91 | London, Storbritannien | 9 augusti 2012  |
| Asiatiskt rekord                               | Yusuf Saad Kamel (BHR) | 1.42,79 | Monte Carlo, Monaco    | 29 juli 2008    |
| Nord-, centralamerikanskt och karibiskt rekord | Donavan Brazier (USA)  | 1.42,34 | Doha, Qatar            | 1 oktober 2019  |
| Sydamerikanskt rekord                          | Joaquim Cruz (BRA)     | 1.41,77 | Köln, Västtyskland     | 26 augusti 1984 |
| Europeiskt rekord                              | Wilson Kipketer (DEN)  | 1.41,11 | Köln, Tyskland         | 24 augusti 1997 |
| Oceaniskt rekord                               | Peter Bol (AUS)        | 1.44,00 | Paris, Frankrike       | 18 juni 2022    |

## Program
Alla tider är lokal tid (UTC−7).
| Datum   | Tid   | Omgång      |
| ------- | ----- | ----------- |
| 20 juli | 17:20 | Försöksheat |
| 21 juli | 19:00 | Semifinaler |
| 23 juli | 18:10 | Final       |

## Resultat

### Försöksheat
De tre första i varje heat 0Q0 samt de sex snabbaste tiderna 0q0 kvalificerade sig för semifinalerna.
| Placering | Heat | Namn                      | Nationalitet            | Tid     | Noteringar |
| --------- | ---- | ------------------------- | ----------------------- | ------- | ---------- |
| 1         | 5    | Marco Arop                | Kanada                  | 1.44,56 | 0Q0        |
| 2         | 5    | Jesús Tonatiú López       | Mexiko                  | 1.44,67 | 0Q0, 0SB0  |
| 3         | 5    | Mark English              | Irland                  | 1.44,76 | 0Q0, 0SB0  |
| 4         | 5    | Catalin Tecuceanu         | Italien                 | 1.44,83 | 0q0, 0PB0  |
| 5         | 6    | Slimane Moula             | Algeriet                | 1.44,90 | 0Q0        |
| 6         | 6    | Wycliffe Kinyamal         | Kenya                   | 1.45,08 | 0Q0        |
| 7         | 6    | Abdelati El Guesse        | Marocko                 | 1.45,25 | 0Q0, 0SB0  |
| 8         | 5    | Noah Kibet                | Kenya                   | 1.45,41 | 0q0        |
| 9         | 2    | Peter Bol                 | Australien              | 1.45,50 | 0Q0        |
| 10        | 6    | Daniel Rowden             | Storbritannien          | 1.45,53 | 0q0, 0SB0  |
| 11        | 2    | Kyle Langford             | Storbritannien          | 1.45,68 | 0Q0        |
| 12        | 2    | Mariano García            | Spanien                 | 1.45,74 | 0Q0        |
| 13        | 5    | Andreas Kramer            | Sverige                 | 1.45,77 | 0q0        |
| 14        | 6    | Tolesa Bodena             | Etiopien                | 1.45,81 | 0q0        |
| 15        | 2    | Benjamin Robert           | Frankrike               | 1.45,94 | 0q0        |
| 16        | 5    | Yassine Hethat            | Algeriet                | 1.46,05 |            |
| 17        | 3    | Moad Zahafi               | Marocko                 | 1.46,15 | 0Q0        |
| 18        | 2    | Abedin Mujezinović        | Bosnien och Hercegovina | 1.46,26 | 0SB0       |
| 19        | 3    | Gabriel Tual              | Frankrike               | 1.46,34 | 0Q0        |
| 20        | 4    | Djamel Sedjati            | Algeriet                | 1.46,39 | 0Q0        |
| 21        | 3    | Emmanuel Wanyonyi         | Kenya                   | 1.46,45 | 0Q0        |
| 22        | 4    | Tony van Diepen           | Nederländerna           | 1.46,59 | 0Q0        |
| 23        | 4    | Abdessalem Ayouni         | Tunisien                | 1.46,59 | 0Q0        |
| 24        | 3    | Eliott Crestan            | Belgien                 | 1.46,61 |            |
| 25        | 4    | Adrián Ben                | Spanien                 | 1.46,71 |            |
| 26        | 2    | Donavan Brazier           | USA                     | 1.46,72 |            |
| 27        | 6    | Patryk Dobek              | Polen                   | 1.46,80 |            |
| 28        | 3    | Bryce Hoppel              | USA                     | 1.46,98 |            |
| 29        | 4    | Brandon Miller            | USA                     | 1.47,29 |            |
| 30        | 3    | Mateusz Borkowski         | Polen                   | 1.47,61 |            |
| 31        | 4    | Tshepo Tshite             | Sydafrika               | 1.47,61 |            |
| 32        | 4    | Brad Mathas               | Nya Zeeland             | 1.47,70 |            |
| 33        | 3    | Navasky Anderson          | Jamaica                 | 1.48,37 |            |
| 34        | 2    | Patryk Sieradzki          | Polen                   | 1.48,78 |            |
| 35        | 1    | Emmanuel Korir            | Kenya                   | 1.49,05 | 0Q0        |
| 36        | 1    | Elhassane Moujahid        | Marocko                 | 1.49,27 | 0Q0        |
| 37        | 1    | Álvaro de Arriba          | Spanien                 | 1.49,30 | 0Q0        |
| 38        | 1    | Ermias Girma              | Etiopien                | 1.49,36 |            |
| 39        | 6    | Žan Rudolf                | Slovenien               | 1.49,87 |            |
| 40        | 1    | Marc Reuther              | Tyskland                | 1.50,75 |            |
| 41        | 3    | Brandon McBride           | Kanada                  | 1.57,43 |            |
| 42        | 1    | Manuel Belo Amaral Ataide | Östtimor                | 1.58,91 | 0SB0       |
|           | 5    | Jonah Koech               | USA                     |         | 0DSQ0      |
|           | 2    | Alex Amankwah             | Ghana                   |         | 0DSQ0      |
|           | 1    | Max Burgin                | Storbritannien          |         | 0DNS0      |

### Semifinaler
De två första i varje heat 0Q0 samt de två snabbaste tiderna 0q0 kvalificerade sig för finalen.
| Placering | Heat | Namn                | Nationalitet   | Tid     | Noteringar |
| --------- | ---- | ------------------- | -------------- | ------- | ---------- |
| 1         | 3    | Slimane Moula       | Algeriet       | 1.44,89 | 0Q0        |
| 2         | 3    | Marco Arop          | Kanada         | 1.45,12 | 0Q0        |
| 3         | 1    | Emmanuel Korir      | Kenya          | 1.45,38 | 0Q0, 0SB0  |
| 4         | 3    | Emmanuel Wanyonyi   | Kenya          | 1.45,42 | 0q0        |
| 5         | 2    | Djamel Sedjati      | Algeriet       | 1.45,44 | 0Q0        |
| 6         | 1    | Wycliffe Kinyamal   | Kenya          | 1.45,49 | 0Q0        |
| 7         | 2    | Gabriel Tual        | Frankrike      | 1.45,53 | 0Q0        |
| 8         | 1    | Peter Bol           | Australien     | 1.45,58 | 0q0        |
| 9         | 3    | Benjamin Robert     | Frankrike      | 1.45,67 |            |
| 10        | 3    | Mark English        | Irland         | 1.45,78 |            |
| 11        | 1    | Kyle Langford       | Storbritannien | 1.45,91 |            |
| 12        | 3    | Abdessalem Ayouni   | Tunisien       | 1.46,08 |            |
| 13        | 1    | Jesús Tonatiú López | Mexiko         | 1.46,17 |            |
| 14        | 2    | Daniel Rowden       | Storbritannien | 1.46,27 |            |
| 15        | 3    | Álvaro de Arriba    | Spanien        | 1.46,30 |            |
| 16        | 2    | Catalin Tecuceanu   | Italien        | 1.46,31 |            |
| 17        | 2    | Moad Zahafi         | Marocko        | 1.46,35 |            |
| 18        | 3    | Abdelati El Guesse  | Marocko        | 1.46,46 |            |
| 19        | 2    | Mariano García      | Spanien        | 1.46,70 |            |
| 20        | 1    | Tony van Diepen     | Nederländerna  | 1.46,70 |            |
| 21        | 2    | Andreas Kramer      | Sverige        | 1.46,71 |            |
| 22        | 2    | Noah Kibet          | Kenya          | 1.47,15 |            |
| 23        | 1    | Elhassane Moujahid  | Marocko        | 1.47,18 |            |
| 24        | 1    | Tolesa Bodena       | Etiopien       | 1.50,55 |            |

### Final
Finalen startade den 23 juli klockan 18:10.
| Placering | Namn              | Nationalitet | Tid     | Noteringar |
| --------- | ----------------- | ------------ | ------- | ---------- |
| 1         | Emmanuel Korir    | Kenya        | 1.43,71 | 0SB0       |
| 2         | Djamel Sedjati    | Algeriet     | 1.44,14 |            |
| 3         | Marco Arop        | Kanada       | 1.44,28 |            |
| 4         | Emmanuel Wanyonyi | Kenya        | 1.44,54 |            |
| 5         | Slimane Moula     | Algeriet     | 1.44,85 |            |
| 6         | Gabriel Tual      | Frankrike    | 1.45,49 |            |
| 7         | Peter Bol         | Australien   | 1.45,51 |            |
| 8         | Wycliffe Kinyamal | Kenya        | 1.47,07 |            |